# Челпановский, Анатолий Фёдорович
Анато́лий Фёдорович Челпановский (24 апреля 1936 — 29 апреля 2005) — советский российский инженер-конструктор. При его участии разработана конструкция и освоено серийное производство плавающих двухзвенных транспортеров высокой проходимости и большой грузоподъемности.
Лауреат Государственной премии РФ (1994) «За создание и освоение серийного производства плавающих двухзвенных гусеничных транспортеров высокой проходимости и большой грузоподъемности ДТ-10П и ДТ-30П».
Награждён медалями. Имеет 4 авторских свидетельства на изобретения.

## Образование
- Рубцовский машиностроительный техникум (1955)
- Алтайский политехнический институт (1963), инженер-механик.

## Трудовая деятельность
- 1955—1956 — Алтайский тракторный завод: помощник мастера, конструктор
- с 1963 года — инженер-конструктор, рук. группы, нач. КБ Рубцовского машиностроительного завода;
- с 1981 г. — Ишимбайский завод транспортного машиностроения: начальник КБ, ведущий инженер специального КБ, начальник отдела по научно-исследовательским и опытно-конструкторским работам, ведущий инженер-конструктор, с 1993 г. — начальник КБ.